# Short track vid olympiska vinterspelen 2006
Short track vid olympiska vinterspelen 2006 arrangerades på Palavela i Turin i Italien. Totalt avgjordes 8 grenar.

## Medaljsammanfattning
Damer
| Gren                             | Guld                                                                    | Guld     | Silver                                                                                | Silver   | Brons                                                      | Brons    |
| 500 meter Detaljer...            | Meng Wang Kina                                                          | 44,345   | Jevgenia Radanova Bulgarien                                                           | 44,374   | Anouk Leblanc-Boucher Kanada                               | 44,759   |
| 1 000 meter Detaljer...          | Jin Sun-yu Sydkorea                                                     | 1.32,859 | Meng Wang Kina                                                                        | 1.33,079 | Yang Yang Kina                                             | 1.33,937 |
| 1 500 meter Detaljer...          | Jin Sun-yu Sydkorea                                                     | 2.23,494 | Choi Eun-kyung Sydkorea                                                               | 2.24,069 | Meng Wang Kina                                             | 2.24,469 |
| Stafett, 3 000 meter Detaljer... | Sydkorea Byun Chun-sa Choi Eun-kyung Jeon Da-hye Jin Sun-yu Kang Yun-mi | 4.17,040 | Kanada Alanna Kraus Anouk Leblanc-Boucher Kalyna Roberge Tania Vicent Amanda Overland | 4.17,336 | Italien Marta Capurso Arianna Fontana Katia Zini Mara Zini | 4.20,030 |

Herrar
| Gren                             | Guld                                                                | Guld          | Silver                                                                                         | Silver   | Brons                                                       | Brons    |
| 500 meter Detaljer...            | Apolo Anton Ohno USA                                                | 41,935        | Francois-Louis Tremblay Kanada                                                                 | 42,002   | Ahn Hyun-soo Sydkorea                                       | 42,089   |
| 1 000 meter Detaljer...          | Ahn Hyun-soo Sydkorea                                               | 1.26,739 0OR0 | Lee Ho-suk Sydkorea                                                                            | 1.26,764 | Apolo Anton Ohno USA                                        | 1.26,927 |
| 1 500 meter Detaljer...          | Ahn Hyun-soo Sydkorea                                               | 2.25,341      | Lee Ho-suk Sydkorea                                                                            | 2.25,600 | Li Jiajun Kina                                              | 2.26,005 |
| Stafett, 5 000 meter Detaljer... | Sydkorea Ahn Hyun-soo Lee Ho-suk Seo Ho-jin Song Suk-woo Oh Se-jong | 6.43,376 0OR0 | Kanada Eric Bedard Charles Hamelin Francois-Louis Tremblay Mathieu Turcotte Jonathan Guilmette | 6.43,707 | USA Alex Izykowski J. P. Kepka Apolo Anton Ohno Rusty Smith | 6.47.990 |

## Medaljtabell
| Pl. | Nation    | Guld | Silver | Brons | Totalt |
| --- | --------- | ---- | ------ | ----- | ------ |
| 1   | Sydkorea  | 6    | 3      | 1     | 10     |
| 2   | Kina      | 1    | 1      | 3     | 5      |
| 3   | USA       | 1    | 0      | 2     | 3      |
| 4   | Kanada    | 0    | 3      | 1     | 4      |
| 5   | Bulgarien | 0    | 1      | 0     | 1      |
| 6   | Italien   | 0    | 0      | 1     | 1      |
|     | Totalt    | 8    | 8      | 8     | 24     |